# Kwakta
Kwakta è una suddivisione dell'India, classificata come nagar panchayat, di 7.958 abitanti, situata nel distretto di Bishnupur, nello stato federato del Manipur. In base al numero di abitanti la città rientra nella classe V (da 5.000 a 9.999 persone).

## Geografia fisica
La città è situata a 24° 27' 45 N e 93° 43' 13 E.

## Società

### Evoluzione demografica
Al censimento del 2001 la popolazione di Kwakta assommava a 7.958 persone, delle quali 4.000 maschi e 3.958 femmine. I bambini di età inferiore o uguale ai sei anni assommavano a 1.040, dei quali 517 maschi e 523 femmine. Infine, coloro che erano in grado di saper almeno leggere e scrivere erano 5.021, dei quali 2.826 maschi e 2.195 femmine.